# Bolton, Ontario
Bolton är en ort i Kanada.   Den ligger i provinsen Ontario, i den sydöstra delen av landet, 400 km sydväst om huvudstaden Ottawa. Bolton ligger 221 meter över havet och antalet invånare är 25 954.
Terrängen runt Bolton är huvudsakligen platt. Bolton ligger nere i en dal. Runt Bolton är det tätbefolkat, med 709 invånare per kvadratkilometer.. Närmaste större samhälle är Vaughan, 19,8 km öster om Bolton. 
Omgivningarna runt Bolton är en mosaik av jordbruksmark och naturlig växtlighet.